# Pesa
Pesa je rijeka u Toskani, središnja Italija. Duga je 53 km, a nakon što pređe pokrajine Siena i Firenca, ulijeva se u rijeku Arno u blizini Montelupo Fiorentina.

## Vanjske poveznice
|  | Zajednički poslužitelj ima još gradiva o temi Pesa |